# FFV Typ 61
Der FFV Typ 61 ist ein drahtgelenkter schwedischer Schwergewichtstorpedo.
Der Torpedo wurde 1967 von der schwedischen Marine eingeführt. Hauptsächlich wurde er für den Einsatz gegen Überwasserschiffe konstruiert. Der Torpedo kann von Überwasserschiffen, U-Booten und Küstenschutzeinheiten eingesetzt werden. Die computergesteuerte Zielsucheinrichtung ist von Bord des jeweiligen Schiffes aus bedienbar, um den Zielanlauf zu überwachen. Bei Bedarf können durch diese Anlage auch programmierte Suchmuster zur Zielfindung zugeschaltet werden. Als Treibstoff wird ein Gemisch aus Wasserstoffperoxid und Ethanol verwendet, das einen zwölfzylindrigen Dampfmotor antreibt. Er erzeugt nur eine geringe Blasenspur, die sonst Torpedos verraten könnte. Verglichen mit modernen Torpedos, wie etwa dem amerikanischen Mk 48, ist seine Reichweite dadurch aber etwas geringer.
Die neueste Variante, Typ 613, verfügt über ein deutlich verbessertes Antriebssystem.